# Evangeline Parish
Evangeline Parish (franska: Paroisse de Evangeline) är ett administrativt område, parish, i delstaten Louisiana, USA. År 2010 hade området 33 984 invånare. Administrativ huvudort är Ville Platte.

## Geografi
Enligt United States Census Bureau har countyt en total area på 1 760 km². 1 720 av den arean är land och 40 km² är vatten.

### Angränsande områden
- Rapides Parish - norr
- Avoyelles Parish - nordost
- Saint Landry Parish - öster
- Acadia Parish - syd
- Allen Parish - väster